# Il gatto con gli stivali (film 1969)
Il gatto con gli stivali (長靴をはいた猫?, Nagagutsu o haita neko) è un film d'animazione del 1969 diretto da Kimio Yabuki.
Ad esso seguono ...continuavano a chiamarlo il gatto con gli stivali (1972) e Il gatto con gli stivali in giro per il mondo (1976), tutti prodotti da Toei Doga. Il protagonista è in seguito diventato la mascotte ufficiale dell'azienda.

## Trama
Pero, un gatto dai lunghi stivali rossi condannato a morte per aver salvato un topo, fugge dal Clan dei Gatti ed incontra Pierre, giovane dal cuore puro e leale, scacciato dai fratelli dopo la morte del padre mugnaio. I due decidono di partire insieme in cerca di fortuna e così si imbattono nella giovane e bella principessa Rosa, la figlia del re, di cui Pierre si innamora a prima vista.  Pero decide allora di fare in modo che il giovane amico possa incontrare di nuovo la principessa, ed architetta uno stratagemma con cui fa credere al re, che è giusto in cerca di un principe consorte, che Pierre sia un ricco e nobile possidente, il Marchese di Carabas. Ricevuto a corte, il giovane non riesce però a portare avanti la sua impostura e dichiara il suo innocente amore alla principessa Rosa. Proprio in quel mentre fa la sua apparizione il terribile orco stregone Lucifero, intenzionato ad impadronirsi del regno ed anch'egli infatuato della figlia del re, che lo ha già respinto una volta. Pierre assiste impotente al rapimento di Rosa, ma con l'aiuto di Pero e di una scalcinata banda di topolini ladroni, si lancerà senza esitazione nella gloriosa impresa di liberarla dalla prigionia nel lugubre castello di Lucifero.

## Produzione
Liberamente tratto dalla versione di Charles Perrault dell'omonima fiaba popolare europea, il film presenta un taglio più avventuroso ed umoristico rispetto alla storia originale, in particolare grazie alla caratterizzazione dell'orco, capace di trasformarsi in qualunque essere. Il soggetto, peraltro, trae spunto anche da altre fiabe popolari occidentali, quali La bella e la bestia e Il lago dei cigni. Il successo della pellicola fu tale che il volto del personaggio principale, il gatto Pero (il cui nome non è altro che la traslitterazione giapponese di Perrault), è stato poi utilizzato per il suo noto logo dalla Toei Animation (anche la casa di distribuzione ITB l'ha usato come simbolo per la sua collana di videocassette).

## Colonna sonora
Le canzoni sono state scritte da Hisashi Inoue e Morihisa Yamamoto su musica e arrangiamento di Seiichiro Uno.

### Canzoni
1. Il gatto con gli stivali (長靴をはいた猫?, Nagagutsu o haita neko)
2. Viva Gavalà (カラバさま万歳?, Karaba-sama banzai, lett. "Lunga vita a Carabà")
3. Biancaluna (幸せはどこに?, Shiawase wa dokoni, lett. "Dov'è la felicità")
4. Nezumi-tachi no kōshin (ネズミたちの行進? lett. "La marcia dei ratti")
5. Amici per la pelle (はなれられない友だちさ?, Hanare rarenai tomodachi sa, lett. "Amici inseparabili")

## Distribuzione
Il film venne distribuito in Giappone il 18 marzo 1969 e fu proiettato durante il Toei Manga Matsuri.

### Edizione italiana
Il 29 novembre 1969 uscì nei cinema in Italia distribuito dalla Glam Oriental Films. Il doppiaggio fu eseguito dalla C.D.M. negli stabilimenti Fono Roma di Milano. I testi italiani delle canzoni sono stati adattati da Sandro Tuminelli.
In seguito è uscito sia in Super 8 che in VHS per diverse case (qui e nei passaggi televisivi sono però presenti alcuni tagli).

### Edizioni home video
Nel 2004 il film è stato restaurato e pubblicato in DVD dalla Artofgrace, con un nuovo doppiaggio. Nel 2018 è stato nuovamente distribuito in DVD da Dynit, stavolta con entrambi i doppiaggi, per la serie Toei Classics.

## Sequel
Sull'onda del consenso di pubblico riscosso, la Toei ne realizzò due sequel, ...continuavano a chiamarlo il gatto con gli stivali nel 1972, e Il gatto con gli stivali in giro per il mondo nel 1976.